# Ernst Cassirer

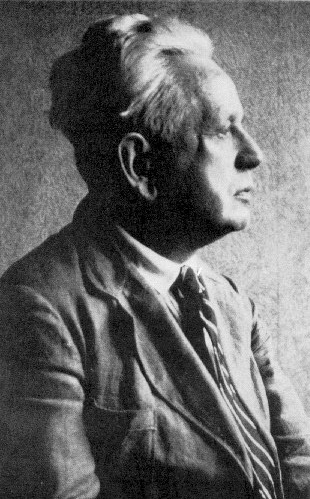
Ernst Cassirer

Ernst Cassirer (Breslau, 28 juli 1874 – New York, 13 april 1945) was een Joods-Duits filosoof. Hij geldt als de laatste vertegenwoordiger van de Marburgse school, een neokantiaanse stroming. Hij doceerde te Berlijn (1906-1919), Hamburg (1919-1933), Oxford (1933-1935) en Göteborg (1935-1941). Joods zijnde zag hij zich in 1933 genoodzaakt te emigreren naar Zweden om het opkomende nazisme te ontvluchten. Na Zweden verbleef hij enige tijd in Oxford, Engeland, waarna hij naar de Verenigde Staten vertrok om daar aan  Yale University (1941-1944) en Columbia University (1944-1945) te doceren.
Zijn werk kenmerkt zich door de verwerking van buitengewoon veel historisch materiaal, een ruime blik die zich zowel op vakfilosofie als natuurwetenschap richtte en een heldere, begrijpelijke stijl. Hij bouwde voort op de filosofie van Immanuel Kant, Hermann Cohen en Paul Natorp. Cassirer richt zijn onderzoek op de logica, geesteswetenschappen en de cultuurwetenschappen, waarbij hij de taal, het mythisch en religieus denken en de artistieke visie betrekt. Hiermee sluit hij aan bij de linguïstische wending. Volgens Cassirer kunnen we nooit en nergens iets werkelijks onmiddellijk vatten of weergeven. Om te bemiddelen hebben we een systeem van symbolen of tekens nodig. Met dit standpunt komt hij in de buurt van de semiotiek. Zijn belangrijkste werk is de driebandige Philosophie der symbolische Formen (1923-1929).